# La Sinistra (Spagna)
La Sinistra (in spagnolo: La Izquierda) è stata una coalizione di partiti politici costituitasi in Spagna in occasione delle elezioni europee del 2004 e in quelle del 2009.
Ad essa hanno preso parte diverse formazioni, tra cui:
- Sinistra Unita;
- Iniziativa per la Catalogna Verdi;
- Sinistra Unita e Alternativa.

Alle europee del 2009 la coalizione ha ottenuto il 3,8% dei voti e due seggi. Di questi, uno è stato attribuito a Sinistra Unita, aderente al gruppo GUE/NGL; l'altro a Iniziativa per la Catalogna Verdi, aderente al gruppo Verdi/ALE.